# David Plüss
David Plüss (* Oktober 1957) ist ein Schweizer Musiker, Komponist, Arrangeur und Musikproduzent. Über 400 CDs ganz unterschiedlicher Künstler, vom Kindermusical über Pop- und Rock-Produktionen bis hin zu klassischer Musik, hat er als Produzent und Musiker betreut.

## Leben
Nach einem Musikstudium in Zürich veröffentlichte Plüss als Pianist und Keyboarder eigene Instrumentalalben, wie die CD-Reihe Emotions, arbeitete aber auch mit Sängern wie Clemens Bittlinger, Jonathan Böttcher, Gerhard Schöne, außerdem dem Mainzer Gospelchor popCHORn, dem spanischen Pantomimen Carlos Martínez und nicht zuletzt wurde er als Arrangeur für Instrumentalkünstler wie Hans-Jürgen Hufeisen, Bettina Alms und Helmut Kandert stilprägend bekannt. Es folgten internationale Engagements wie für das General Board of Global Ministries der  United Methodist Church, für die er mit Steven Kimbrough gemeinsam die Chorprojekte „Global Praise“ und „Russian Praise“ arrangierte und produzierte. Es bestand eine jahrelange Zusammenarbeit mit der Jugendorganisation Adonia, für dessen Musicalproduktionen er als Arrangeur und Produzent gearbeitet hat. Bis 2011 war er Präsident deren Vorstandes. 1995 arrangierte er zusammen mit Florian Sitzmann, Helmut Jost und Lothar Kosse das Projekt „Der Messias – Händel meets Pop“, was dadurch Beachtung erlangte, dass die Arrangeure respektvoll, mutig und originell mit den Ideen Händels umgingen. Im Jahr 1999 war Plüss musikalisch verantwortlich für die Abschlussveranstaltung des 21. Deutschen Evangelischen Kirchentages in Stuttgart und 2001 für dessen Eröffnung in Frankfurt. Neue Formen von Multimediakonzepten verwirklichte er zwischen 2005 und 2009 in Zusammenarbeit mit dem Schweizer Fotografen Urs Lüthi, mit dem er Projekte wie „Farben unserer Erde“ veröffentlichte.
Durch das Buch Jesus unser Schicksal von Wilhelm Busch fand er zum Glauben. Seit 2007 ist Plüss musikalischer Botschafter der Christoffel-Blindenmission.

## Privates
Plüss ist verheiratet und hat zwei Kinder. Er lebt in seinem Bürgerort Zofingen, Schweiz, wo er seit 1998 sein Tonstudio Creation Music Studio betreibt und Mitglied der örtlichen Evangelisch-methodistischen Kirche ist.

## Diskografie

### Instrumentalalben
- Tasten – berühren. RM Musik 1991.
- Emotions Of Joy. Gerth Medien 1994.
- Emotions Of Hope. Gerth Medien 1994.
- Emotions Of Love. Gerth Medien 1994.
- Emotions Of Peace. Gerth Medien 1995.
- Jahreszeiten. Anker Music 1995.
- Stille Momente. RM Musik 1995.
- Piano colors. Anker Music 1998.
- Flügel der Fantasie. RM Musik 2000.
- Auszeit. RM Musik 2004.
- Meer der Farben: Instrumentalmusik zum Entspannen. Brunnen Verlag (Gießen) 2015.

### Kollaborationen
- Moments of harmony. (mit: Johannes Nitsch), SCM Hänssler 1993.
- Pianissimo. (mit: Johannes Nitsch) 1993.
- Pianissimo 2. Taste To Taste (mit: Johannes Nitsch) 1996.
- In allen Farben. (mit: Hans-Jürgen Hufeisen) Christliches Verlagshaus 1995.
- Tanz der Tasten. (mit: Jochen Rieger, Johannes Nitsch und Florian Sitzmann) 1997.
- Happy Groove. Pianissimo (mit: Johannes Nitsch, Helmut Kandert und Martin Stoeck) 2001.

### Eigene Konzepte und Projekte
- Die Hirtenflöte. Anker Music (mit: Bettina Alms und Marcel Schweizer)
- Fantastische Flötenmusik. Gerth Medien (mit: Christine Soest und Bettina Alms)
- Gemeinschaft feiern. Die kleine Kantate. Gerth Medien (mit: Anja Lehmann u. a.)

## Veröffentlichungen

### Musikdrucke
- Klavierstücke, RM Musik, Stuttgart 1993, ISBN 3-7675-7378-4.
- Piano colors, Anker-Musik, Stuttgart 1999, ISBN 3-7675-8626-6.
- Fantastische Flötenmusik, Bd. 1, Anker-Musik, Stuttgart 1999, ISBN 3-7675-8604-5.
- Piano Pur – Das Klavieralbum, Strube-Verlag, München 2004, ISBN 978-3-89912064-6.

### Schriften
- Farben unserer Erde. Eine Reise für die Sinne, (Fotograf: Urs Lüthi), Brunnen Verlag, Gießen 2005, ISBN 978-3-7655-6442-0.
- Farben unserer Erde – Afrika, (Fotograf: Urs Lüthi), Brunnen Verlag, Gießen 2007, ISBN 978-3-7655-6443-7.
- mit Karin und Urs Lüthi: Farben unserer Erde – Wildnis: von Kanada bis Feuerland, Brunnen Verlag, Gießen 2009, ISBN 978-3-7655-1059-5.